# Fra Alaska til Kenya
Fra Alaska til Kenya er en dansk animationsfilm fra 2008, der er instrueret af Jens Christian Høgni Larsen, Lars Hummelshøj, Rune Ryberg Jensen og Maahir Pandie.

## Handling
En ung mand forsøger forgæves at score en kvinde i en bar. En bartender træder til med et par gode råd, men det viser sig at han er mere interesseret i at få chancen for at fortælle sin historie.